# Быцань, Григорий Леонтьевич
Григо́рий Лео́нтьевич Быца́нь (1920—1979) — сельскохозяйственный деятель, Герой Социалистического Труда (1971).

## Биография
Григорий Быцань родился 11 января 1920 года в селе Смородьковка (ныне — Купянский район Харьковской области Украины). С 1931 года проживал на хуторе Гришевка Подгоренского района Воронежской области, работал на свиноферме совхоза «Опыт» пастухом, свинарём, поваром кормовой кухни. Участвовал в боях Великой Отечественной войны. Демобилизовавшись, вернулся к работе в совхозе.
Бригада Быцаня добилась больших успехов в свиноводстве, в 1966—1970 годах вырастив 47608 поросят средним весом при отъёме 15—16 килограммов.
Указом Президиума Верховного Совета СССР от 8 апреля 1971 года за «выдающиеся успехи достигнутые в развитии сельскохозяйственного производства и выполнении пятилетнего плана продажи государству продуктов земледелия и животноводства» Григорий Быцань был удостоен высокого звания Героя Социалистического Труда с вручением ордена Ленина и медали «Серп и Молот».
Продолжал работать в совхозе. Активно занимался общественной деятельностью. Скончался 7 мая 1979 года.
Был также награждён орденом Трудового Красного Знамени и рядом медалей.